# Jacques Geûens
Jacques Geûens (Brugge, 26 oktober 1910 - 1991) was een Belgisch kunstschilder, verwant met de Brugse School.

## Levensloop
Jacques Geûens was een zoon van de Brugse advocaat, stafhouder, schepen en volksvertegenwoordiger Maurice Geûens (1883-1967) en van Marthe Masoin (1885-1914).
Na eerst lessen te hebben gevolgd aan de Academie voor Schone Kunsten Brugge, werd hij opgeleid aan de Koninklijke Academie voor Schone Kunsten van Brussel en aan het Nationaal Hoger Instituut voor Schone Kunsten in Antwerpen.
In Antwerpen was hij een leerling van baron Isodore Opsomer (1878-1967).
Hij schilderde vooral landschappen, figuren en (bloem)stillevens in postimpressionistische stijl en later in een meer expressieve vormentaal.
Hij was getrouwd met Marguerite Aers (Brugge, 1918 - Sint-Gillis Brussel, 2007), die haar opleiding kreeg aan de Brugse academie. Ze was schilderes van impressionistische landschappen, vrouwelijke figuren, stillevens en stadsgezichten.
Ze woonden op het Antoine Delporteplein 2 in Sint-Gillis, in het voormalig huis en atelier van schilder Eugène Broerman (1861-1932).